# Seek & Destroy
Seek & Destroy (englisch für „Suchen & Zerstören“) ist ein Lied der US-amerikanischen Metal-Band Metallica. Der Song ist auf ihrem ersten Studioalbum Kill ’Em All, das am 25. Juli 1983 erschien, enthalten.

## Hintergrund
Seek & Destroy wurde laut Metallica-Schlagzeuger Lars Ulrich musikalisch von dem Diamond-Head-Song Dead Reckoning inspiriert. Die Band spielte das Lied bereits über 1500 Mal bei Livekonzerten. womit es nur hinter Master of Puppets und Creeping Death liegt. Nach den Terroranschlägen vom 11. September 2001 war Seek & Destroy auf der Liste der Lieder, die nicht im US-amerikanischen Radio gespielt werden sollten.

## Inhalt
Seek & Destroy handelt von Personen, die den Drang zu töten verspüren und auf der Suche nach potentiellen Opfern sind. James Hetfield singt aus der Perspektive der Täter, die sich selbst als verrückt bezeichnen und in der Stadt nach jemandem suchen, den sie in einen Kampf verwickeln können. Wenn sie ein Opfer finden, hätte dieses keine Chance zu überleben und solle sich von der Welt verabschieden. Sie würden nicht von ihm ablassen, bis ihr Traum vom Töten erfüllt sei.

“Running, on our way, hiding, you will pay

Dying, one thousand deaths

Searching, seek and destroy”

## Musikstil und Produktion
Der Song wurde von den Musikproduzenten Paul Curcio und Jon Zazula produziert und ist den Genres Heavy Metal und Thrash Metal zuzuordnen. Die Metallica-Mitglieder James Hetfield und Lars Ulrich fungierten als Autoren des Liedes.

## Rezeption
Seek & Destroy wurde teils unter die zehn besten Metallica-Songs gelistet und in den Rezensionen zum zugehörigen Album Kill ’Em All als „Mitgröl-Hymne“ sowie „klassisches Vorzeigestück“ bezeichnet.

## Auszeichnungen für Musikverkäufe
| Land/Region               | Auszeichnungen für Musikverkäufe (Land/Region, Auszeichnung, Verkäufe) | Verkäufe  |
| ------------------------- | ---------------------------------------------------------------------- | --------- |
| Australien (ARIA)         | Gold                                                                   | 35.000    |
| Neuseeland (RMNZ)         | Gold                                                                   | 15.000    |
| Vereinigte Staaten (RIAA) | Platin                                                                 | 1.000.000 |
| Insgesamt                 | 2× Gold · 1× Platin ·                                                  | 1.050.000 |

Hauptartikel: Metallica/Auszeichnungen für Musikverkäufe

## Coverversionen
Das Lied wurde von zahlreichen Bands gecovert, darunter Acid Drinkers, Birmingham 6, Agent Orange, Primal Fear, Hellsongs, Blitzkrieg, Steve ’n’ Seagulls, Apocalyptica, Pantera, Testament, Exodus, DevilDriver, Tuff und Evile.